# Henri Bosco
Pour les articles homonymes, voir Bosco.
Fernand Marius Bosco, dit Henri Bosco, né le 16 novembre 1888 en Avignon et mort le 4 mai 1976 à Nice, est un romancier français.

## Biographie

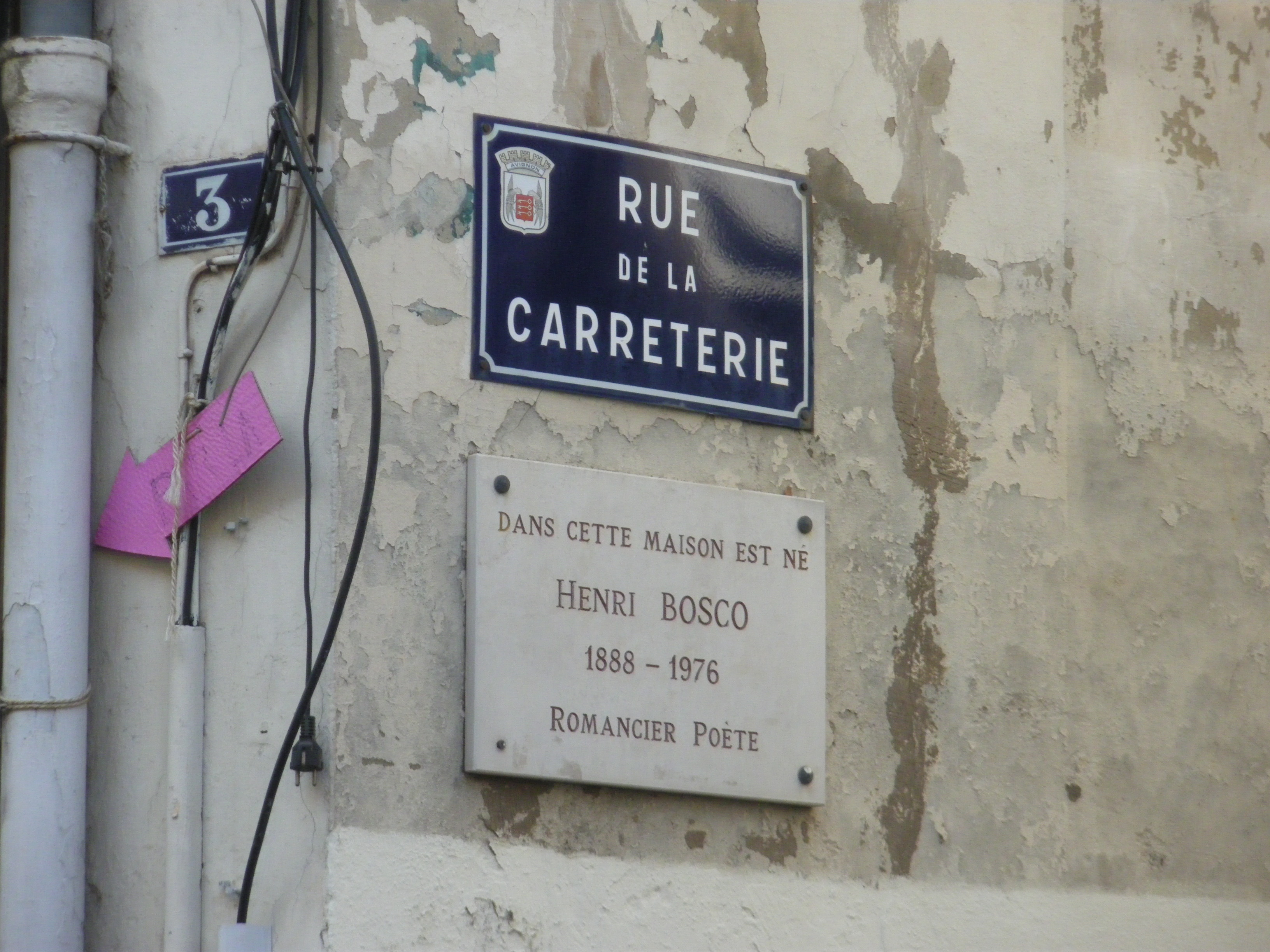
Plaque sur la maison natale d'Henri Bosco.

Henri Bosco est issu d'une famille provençale, ligure et piémontaise, dont les origines les mieux identifiées se trouvent près de Gênes. Sa famille paternelle est apparentée à don Jean Bosco, le fondateur des salésiens à Turin. Il est né au no 3 de la rue Carreterie, entre la place Pignotte et la place des Carmes, à Avignon, en novembre 1888. À la fin du XIXe siècle, il s'agissait du quartier d'Italiens, qui y avaient leur paroisse. Sa maison natale est aujourd'hui identifiée par une plaque de marbre.
Son père, Louis Bosco (1847-1927), était originaire de Marseille où il repose, bien que décédé à Lourmarin. Il était tailleur de pierre, luthier et chanteur d'opéra, souvent en déplacements. Sa mère, Louise Falena (1859-1942), née à Nice, est inhumée à Rabat où son fils était en poste à l'époque de la Seconde Guerre mondiale. Il est le cinquième enfant, les quatre premiers étant décédés prématurément.
Il a trois ans quand sa famille quitte le centre-ville pour habiter une demeure plus vaste et proche de la Durance, le mas du Gage, à l'extrémité du quartier de Monclar, au quartier de Baigne-Pieds. Sa mère lui enseigne d'abord elle-même la lecture et l'écriture. Il entre en classe à l'âge de dix ans, rue Bouquerie, à l'école des Ortolans. Marc Maynègre indique que lors des absences dues aux engagements de son père, le jeune Henri était accueilli par Julie Jouve, sa marraine, originaire de Bédoin, devenue concierge du Conservatoire d'Avignon, ou par la tante Clarisse dont Bosco fera la tante Martine de ses romans.
Il fait ses humanités grecques et latines dans la cité papale. Il est pensionnaire au lycée d'Avignon. « Parallèlement, il poursuit pendant huit ans des études de musique (harmonie et composition musicale) au Conservatoire d'Avignon, tout en suivant des cours de violon auprès de M. Maillet, l'organiste de l'église Saint-Agricol, en face de la librairie Roumanille, du nom du célèbre félibre et ami de Frédéric Mistral. Henri Bosco y fera référence plus tard dans Antonin ». Bosco obtient, en 1909, sa licence de lettres et son diplôme d'études supérieures à l'université de Grenoble, obtenant son diplôme après avoir présenté un mémoire sur la papauté avignonnaise (un festin papal donné au Palais), puis il prépare et réussit son agrégation d'italien en 1922 à l'Institut français de Florence.

### Mobilisé en Orient
Devenu musicien de talent, Henri Bosco occupe ses loisirs à jouer et même écrire de la musique. Lors de la Première Guerre mondiale, il est mobilisé au 4e régiment de zouaves à Salonique. Devenu sergent-interprète en italien à l'État-major de l'Armée d'Orient, sa nouvelle fonction ne lui fait pas quitter les rives méditerranéennes. Il fait campagne aux Dardanelles, en Macédoine, en Serbie, en Albanie, en Hongrie et en Grèce.
La fin de la Grande Guerre le dirige d'abord à Belgrade, à la Faculté des Lettres où il enseigne le français, pendant l'année universitaire 1919-1920, en tant que lecteur et assistant du professeur Bogdan Popović.
Profitant de son affectation militaire, le jeune universitaire recopie et décrypte nombre d'inscriptions antiques. Il se lie d'amitié avec Robert Laurent-Vibert, un industriel lyonnais érudit, avec qui, les hostilités finies, il participe au sauvetage et à la restauration du château de Lourmarin, dans le Sud du Luberon. Il deviendra en 1941 l’un des administrateurs de la Fondation de Lourmarin Laurent-Vibert, fondée par l’Académie des Sciences Agriculture, Art et Belles Lettres d’Aix-en-Provence.

### Séjour napolitain
La paix revenue, Henri Bosco est détaché à l'Institut français de Naples où il donne, durant dix ans, des cours publics. Il y a comme collègue Jean Grenier, ainsi que Max Jacob, de passage sur la côte amalfitaine. Il y écrit, en 1924, son premier livre, Pierre Lampédouze, dans lequel il décrit sa ville natale : « Toute la ville est argentée de métal pur. C'est le dimanche des Rameaux. Saint-Agricol clame sa joie. Saint-Didier tinte à tous vents. Saint-Pierre a des battants qui font tourner les cloches. Les Carmes chantent en patois un vieux cantique de Maillane, toutes les chapelles s'appellent dans les rues lointaines où fleurissaient, jadis, les confréries, et les confréries et les couvents qui sont perdus sous les remparts, font danser leurs petites cloches, et le grand bronze du bourdon de Notre-Dame des Doms dont dépendent quatre paroisses, du sommet de sa métropole, jette sa gloire et sa clarté à travers toute la Provence ».
Son deuxième livre, Irénée, est inspiré d'un premier et grand amour pour la belle triestine Silvia Fondra, sans que s'estompe le souvenir de sa Provence natale.
Au cours de son séjour à Naples, il se passionne pour les recherches en cours sur Pompéi et la fameuse Villa des Mystères, avec un intérêt tout particulier pour l'orphisme.
Il se marie le 16 juillet 1930 à Ollioules, dans le Var, avec la Gersoise Madeleine Rhodes (1898-1985). Ils n'auront pas d'enfant.
En 1930-31, il écrit le premier roman de la trilogie de Hyacinthe, L'Âne Culotte.

### Œuvre littéraire
En 1931, Henri Bosco rejoint le Maroc où il restera jusqu'en 1955. En mai 1931, il écrit Le Sanglier, faisant la démonstration que le roman d'aventures n'a pas forcément besoin d'exotisme, ni d'escouades policières, pour organiser une chasse à l'homme.
Il va passer une longue partie de sa vie comme professeur de Lettres classiques puis de Rhétorique Supérieure (Khâgne) au lycée Gouraud de Rabat et président de l'Alliance Française au Maroc. À la fin de la guerre, en 1945, il obtient le Prix Renaudot pour Le Mas Théotime et le prix Louis Barthou en 1947.
En 1953, sa carrière de romancier est couronnée par le Grand prix national des Lettres.
En 1968, Henri Bosco se voit décerner le grand prix de littérature de l'Académie française pour l'ensemble de son œuvre.
Cette récompense prestigieuse avait été précédée d'un hommage rendu à Avignon, deux ans auparavant. Le 22 octobre 1966, le romancier, devant un parterre de cinq cents personnes, fut accueilli dans la salle des fêtes de l'hôtel de ville. Il se vit honorer du Prix de l'Académie de Vaucluse, récompense décernée pour la première fois par le Conseil général. Ce prix lui fut décerné pour « sa remarquable œuvre romanesque et ses livres de souvenirs ».

### Romancier du Luberon
Arrivé à l'âge de la retraite de l'Éducation nationale, Henri Bosco partage sa vie entre Nice et Lourmarin, en compagnie de Madeleine. En janvier 1955, il achète la Maison Rose, à Cimiez, sur les hauteurs de Nice. Il séjourne souvent dans son bastidon de Lourmarin, célébrant le Luberon qu'il affectionne, terre de paysans et de vignerons mais surtout de mystères qu'il va chanter avec des accents homériques.

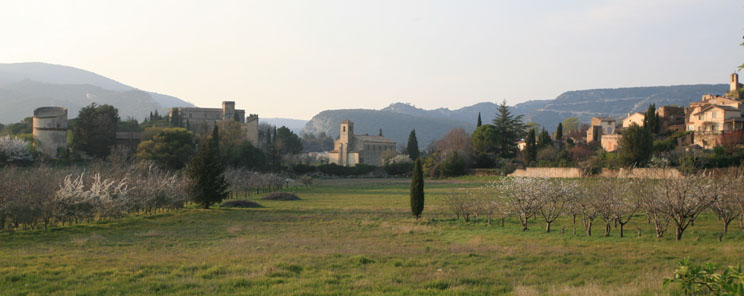
Au temps des amandiers en fleurs, Lourmarin, la seconde patrie d'Henri Bosco.

En 1955, il est candidat à l'Académie française.
Humaniste, Bosco aime cette montagne magique : les hommes simples depuis la nuit des temps y ont vécu et souffert, au sein d'une nature généreuse. « Je les connais tous, les sites humains d'où sont partis les hommes, l'abri du charbonnier, la cuve à vin creusée dans la paroi du roc, le poste à feu oublié du chasseur et, quelque part en un lieu hanté de moi seul, perdu dans la broussaille, cette aire immense avec des talus et quatre grands fossés mangés par l'herbe. Un vieux peuple, rude et sensé, au cours d'une migration énergique, avait sans doute établi là, jadis, son camp à l'ombre de la Terre. »

### Dernières volontés

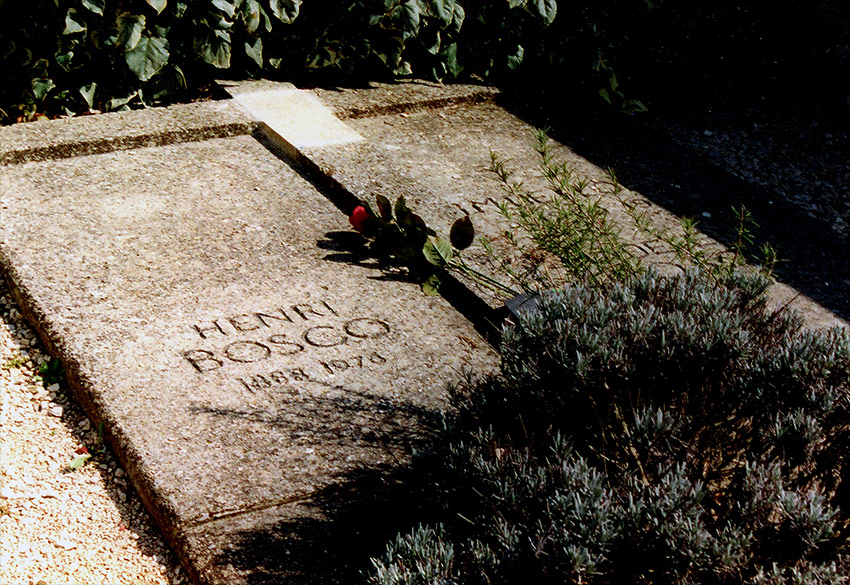
Pierre tombale d'Henri Bosco au cimetière de Lourmarin.

Le chantre du Luberon désirait reposer au cimetière de Lourmarin. Henri Bosco fit part de ses dernières volontés dans un texte publié par ses amis d'Alpes de Lumières :
« Enfin on chantera tes bêtes : renards, martres, fouines, blaireaux, nocturnes et le sanglier qui est peut-être ton dernier dieu (Mais silence, tu me comprends...).
Pour moi, si quelque jour, je dois tomber loin de ta puissance, je veux qu'on ramène mes cendres à Lourmarin, au nord du fleuve, là où vécut mon père et où, trop peu de temps, j'ai connu les conseils de l'Amitié.
Et que l'on creuse alors sur ta paroi, en plein calcaire, là-haut loin des maisons habitées par les hommes, entre le chêne noir et le laurier funèbre, un trou, ô Luberon, au fond de ton quartier le plus sauvage. J'y dormirai.
Et puisse-t-on graver, si toutefois alors quelqu'un prend souci de mon ombre, sur le roc de ma tombe, malgré ma mort, ce sanglier ».
Il meurt à Nice en 1976, à 87 ans, et est enterré à Lourmarin (Vaucluse). Son épouse est décédée en 1985.

## Postérité
Ses romans pour adultes ou pour enfants constituent une évocation sensible de la vie provençale où une imagination libre et succulente participe au pouvoir envoûtant de son écriture. De nos jours, la trilogie L'Âne Culotte - Hyacinthe - Jardin d'Hyacinthe ainsi que Malicroix, Le Mas Théotime, L'Enfant et la Rivière, L'Habitant de Sivergues, Le rameau de la nuit, Le récif, entre autres, sont réédités en de nombreuses langues et constituent des succès de librairie. L'œuvre d'Henri Bosco a fait l'objet de nombreuses études depuis les quatre premières thèses de doctorat soutenues du vivant de l'auteur : Jean Cleo Godin (Une poétique du mystère, Montréal, 1968), Lionel Poitras (La participation au monde, Fribourg, 1971), Gérard Valin (Henri Bosco et Novalis, deux poètes mystiques, Paris-Nanterre, 1973), Jean-Pierre Cauvin (La poétique du sacré, 1976).
L'association de l'Amitié Henri Bosco a été créée avec la participation de l'auteur à Nice en 1973. Ludo van Bogaert, Madeleine Bosco, Jean Onimus ont animé les premières années d'activité. Le professeur Claude Girault, germaniste de l'université de Caen, a pris le relais en donnant une impulsion décisive aux colloques internationaux et aux Cahiers Henri Bosco ; ces derniers comportent un grand nombre de ses travaux (très inspirés du romantisme allemand) issus des archives déposées à la Bibliothèque universitaire de l'université de Nice Sophia Antipolis, après avoir été reçues en 1972 par son amie Monique Baréa, responsable des Amitiés Henri Bosco, directrice de la section Lettres de la bibliothèque. Claude Girault, ami de l'auteur, est devenu à son décès le légataire de son journal (le diaire).

## Décoration
Henri Bosco était commandeur de la Légion d'honneur (1973).
- Chevalier de l'ordre de la Couronne d'Italie

## Bosco et Bachelard
Henri Bosco est un des écrivains favoris de Gaston Bachelard, qui le cite fréquemment dans ses œuvres pour commenter ses images et ses métaphores, notamment dans La Flamme d'une chandelle. Les deux auteurs ont entretenu une correspondance. La thèse de doctorat en lettres de Gérard Valin s'appuie, sur les recommandations de Claude Girault et Jean Onimus, sur les rapprochements de thèmes majeurs communs à Novalis et Henri Bosco. Bachelard, le philosophe des sciences de la Sorbonne, explore ces sources d'inspiration dans la seconde partie de son oeuvre consacrée à la poésie (Psychanalyse du feu, L'eau et les rêves, L'air et les songes, La flamme d'une chandelle, ...)

## Œuvres d'Henri Bosco
- Pierre Lampédouze, 1925
- Eglogues de la mer, 1928
- Irénée, 1928
- Le Quartier de sagesse, 1929
- Le Sanglier, 1932

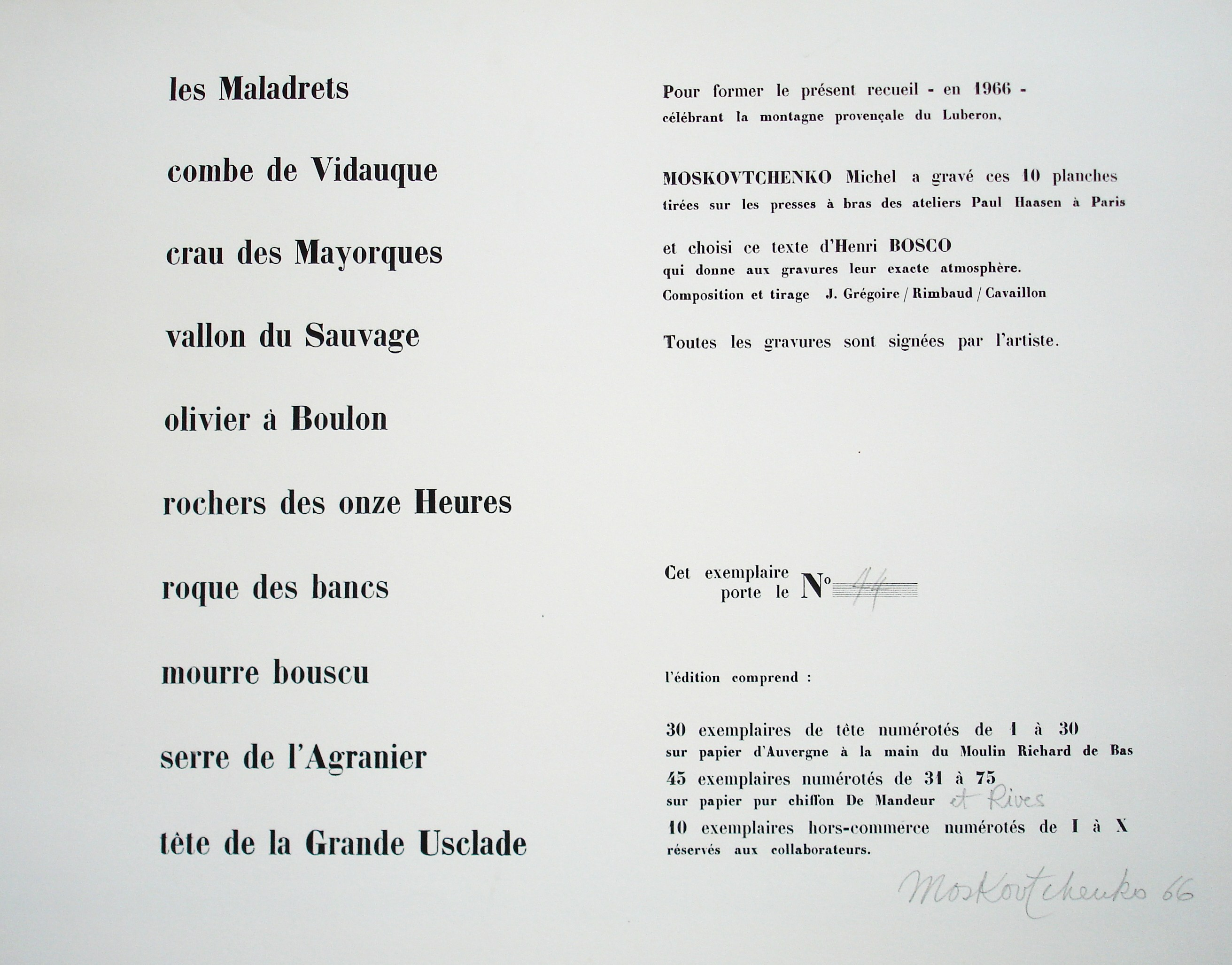
Album du Luberon, 1966, colophon.

- Le Trestoulas et L'Habitant de Sivergues, 1935
- L'Âne Culotte, 1937 ; édition de 1950 avec des illustrations de Nicolas Eekman
- Hyacinthe, 1940
- L'Apocalypse de Saint Jean, 1942
- Bucoliques de Provence, 1944
- Le Jardin d'Hyacinthe, 1945
- Le Mas Théotime, 1945
- L'Enfant et la Rivière, 1945
- Monsieur Carre-Benoît à la campagne, 1947
- Sylvius, 1948
- Malicroix, 1948
- Le Roseau et la Source, 1949
- Un Rameau de la nuit, 1950 (Grand Prix national des Lettres, 1953)
- Alger, cette ville fabuleuse, 1950
- Des sables à la mer. Pages marocaines, 1950
- Sites et Mirages, 1950.
- Antonin, 1952
- L'Antiquaire, 1954
- Les Balesta, 1955
- La Clef des champs, 1956
- Le Renard dans l'île, 1956
- Sabinus, 1957
- Barboche, 1957
- Bargabot, 1958
- Bras-de-fer, 1959
- Saint Jean Bosco, 1959
- Un oubli moins profond, 1961
- Le Chemin de Monclar, 1962
- L'Épervier, 1963
- Le Jardin des Trinitaires, 1966
- Album du Luberon (gravures sur cuivre de Michel Moskovtchenko), 1966
- Mon compagnon de songes, 1967
- Le Récif, 1971
- Tante Martine, 1972
- Une ombre, 1978
- Des nuages, 1980

## Filmographie
- 1967 : L'Âne Culotte, série télévisée en 26 épisodes de 13 minutes, créé par Edgar de Bresson, Daniel Goldenberg et Jacques Rispal diffusé à partir du 27 novembre 1967 sur la première chaîne de l'ORTF.
- 1974 : Malicroix, téléfilm de François Gir (réalisation et adaptation). Interprètes : Jean-Luc Moreau, Robert Dalban, Jacques Seiler, Thérèse Liotard
- 1975, Le Renard dans l'île, TF1, de Leila Senati, adaptateur : Denys de La Patellière, interprètes : Suzanne Flon, Jean-Marie Bon, Lucien Barjon, Hervé Levy, Marc Geiger, Pierre Humbert
- 1981 : L'Enfant et la Rivière, téléfilm de Maurice Château.
- 1995 : Le Mas Théotime, téléfilm écrit et réalisé par Philomène Esposito pour FR3.
- 2000 : Henri Bosco, collection « Un siècle d'écrivains », dirigée par Bernard Rapp, portrait réalisé par Jean-François Jung (50 min), diffusion France 3 le 28 décembre 2000.